# Нурекская ГЭС
Нуре́кская ГЭС им. Турсуна Ульджабаева — гидроэлектростанция вблизи города Нурека, Хатлонская область, Таджикистан, на реке Вахш. Крупнейшая электростанция Таджикистана, самая мощная гидроэлектростанция в Средней Азии. Входит в состав Вахшского каскада ГЭС, являясь его второй ступенью. Плотина Нурекской ГЭС высотой 300 м долгое время являлась самой высокой в мире, с 2013 года является второй по высоте в мире. Нурекская ГЭС принадлежит государственной энергокомпании ОАХК «Барки Точик».

## Общие сведения
Нурекская ГЭС является плотинной гидроэлектростанцией с приплотинным зданием ГЭС. Установленная мощность электростанции — 3000 МВт, располагаемая мощность — 2320 МВт, проектная среднегодовая выработка электроэнергии — 11 200 млн кВт·ч. Сооружения гидроузла включают в себя:
- каменно-земляную плотину с ядром из суглинисто-супесчаного грунта, отсыпанную из гравелисто-галечниковых грунтов. В основании плотины устроена массивная бетонная пробка. Длина плотины по гребню 714 м, максимальная высота — 300 м, объём 56 млн м³. Является самой высокой грунтовой плотиной в мире;
- левобережный катастрофический водосброс с поверхностным водозабором, состоящий из двухпролётного водоприёмника (ширина пролётов по 12 м), оборудованного сегментными затворами, безнапорного тоннеля корытообразного сечения 10×11 м и длиной 1110 м, лотка быстротока и консольного сброса. Отметка порога водоприёмника находится на 12,3 м ниже отметки НПУ. Пропускная способность водосброса при НПУ — 2020 м³/с;
- левобережный катастрофический водосброс с глубинным водозабором, состоящий из входного портала, тоннеля корытообразного сечения 10×10 м длиной 1,4 км, камер затворов, лотка быстротока и консольного сброса. Отметка порога водоприёмника находится на 100 м ниже отметки НПУ. Пропускная способность водосброса при НПУ — 2020 м³/с;
- правобережный водоприёмник башенного типа высотой 86 м, с тремя водозаборными отверстиями пролётом 10 м, с порогами на 73 м ниже отметки НПУ, перекрываемые плоскими затворами;
- три напорных тоннеля длиной от 395 до 450 м и диаметром по 10 м. Каждый тоннель завершается развилкой на три тоннельных турбинных водовода диаметром по 6 м и длиной от 610 до 666 м;
- наземное здание ГЭС, расположенное в русле реки у подножия плотины;
- два тоннельных водосброса строительного периода и временный подводящий тоннель для пуска первых трёх гидроагрегатов при низких отметках водохранилища, в настоящее время выведенные из эксплуатации.

В здании ГЭС установлены 9 вертикальных гидроагрегатов, из которых 8 имеют мощность 335 МВт и один — 320 МВт, с радиально-осевыми турбинами РО 310/957-В-475, работающими при расчётном напоре 223 м. Перед турбинами установлены шаровые затворы диаметром 4,2 м. Турбины приводят в действие гидрогенераторы с водяным охлаждением обмоток статора ВГСВФ 940/235-30. Производитель гидротурбин — харьковский завод «Турбоатом», генераторов — екатеринбургское предприятие «Уралэлектротяжмаш». С генераторов электроэнергия на напряжении 15,75 кВ передаётся на силовые трансформаторы ТЦ-40000/220 и ТЦ-400000/500, а с них через комплектные распределительные устройства элегазовые (КРУЭ) напряжением 220 кВ и 500 кВ — в энергосистему по шести линиям электропередачи напряжением 220 кВ и двум линиям электропередачи напряжением 500 кВ. Распределительные устройства соединены через две группы однофазных автотрансформаторов АОДЦТН-167000/500.
Плотина ГЭС образует крупное Нурекское водохранилище. Площадь водохранилища 98 км², полный объём — 10,5 км³, полезный объём — 4,5 км³, что позволяет производить сезонное регулирование стока. Отметка нормального подпорного уровня водохранилища составляет 910 м, уровня мёртвого объёма — 857 м.
- Сооружения и оборудование Нурекской ГЭС
- Плотина
- Нурекское водохранилище
- Центральный пульт управления

## Экономическое значение
Нурекская ГЭС является крупнейшей электростанцией Таджикистана и наиболее мощной гидроэлектростанцией в Средней Азии. По состоянию на 2018 год, на Нурекскую ГЭС приходилось более 50% всей установленной мощности всех электростанций Таджикистана. Обладая крупным водохранилищем, станция обеспечивает регулирование стока в интересах всех нижележащих гидроэлектростанций Вахшского каскада. Нурекская ГЭС стала основой Южно-Таджикского территориально-производственного комплекса, включающего в себя также Вахшский азотнотуковый завод, Яванский электрохимический комбинат, Таджикский алюминиевый завод. Помимо выработки электроэнергии, станция обеспечивает регулирование стока в целях орошения, как в районе Вахша, так и в Амударье, позволяя производить устойчивые предпосевные и промывные поливы и стабилизировать подачу воды в крупные оросительные каналы, что благоприятно отражается на продуктивности поливного земледелия. Нурекское водохранилище стало источником воды для орошения крупного Дангаринского массива, для чего в 1968-1986 годах был построен Дангаринский ирригационный тоннель длиной 13,8 км.

## История строительства
Впервые створ Нурекской ГЭС был выявлен и обследован Вахшской экспедицией Водно-энергетического объединения в 1930 году. Результаты работы экспедиции легли в основу созданной в 1932—1934 годах первой Схемы энергетического использования р. Вахш, согласно которой Нурекская ГЭС планировалась мощностью около 500 МВт с плотиной высотой 90 м. Впоследствии эта схема неоднократно изменялась и совершенствовалась. Изыскательские работы в створе Нурекской ГЭС были развёрнуты в 1957 году, проектное задание станции было составлено Среднеазиатским отделением института «Гидропроект» в 1957—1960 годах и утверждено в 1961 году. Изначальный проект в ходе строительства совершенствовался, в частности изменена конструкция плотины с каменно-набросной с ядром из лёссовидных суглинков на каменно-земляную.
Первая небольшая группа строителей прибыла в Нурек в 1960 году. Строительство станции было начато в 1961 году и велось Управлением строительства «Нурекгэсстрой», возведение станции было объявлено Всесоюзной ударной комсомольской стройкой. В 1962 году была начата проходка первого строительного тоннеля, в 1965 году была начата выемка грунта из здания ГЭС и был уложен первый бетон. 29 марта 1966 года был перекрыт Вахш, была создана переливная перемычка, сток реки направлен в строительный тоннель. 3 ноября 1966 года путём направленного взрыва в перемычку было уложено более 300 тыс. м³ грунта, заранее подготовленного на склоне ущелья. В 1967 году началось бетонирование основания ядра плотины, первые кубометры суглинка были отсыпаны в ядро плотины в 1971 году. Первый гидроагрегат Нурекской ГЭС был пущен 15 ноября 1972 года, второй гидроагрегат — 20 декабря того же года. В 1973 году был пущен третий гидроагрегат, на чём строительство первой очереди станции было завершено. Первые три гидроагрегата вводились в эксплуатацию на пониженном напоре, с использованием временных рабочих колёс и временного водозаборного сооружения. Четвёртый гидроагрегат был введён в эксплуатацию в 1976 году, пятый и шестой — в 1977 году, седьмой и восьмой — в 1978 году и девятый — в 1979 году.
В ходе строительства было произведено 8,2 млн м³ открытой выемки грунта и 1,2 млн м³ подземной выломки, 56 млн м³ насыпи грунта, уложено 1,6 млн м³ бетона, смонтировано 62,5 тыс. тонн металлоконструкций и механизмов. Были проведены масштабные работы по проходке различных тоннелей, выработок и шахт в объёме 38 км, цементационные работы в объёме 393 тыс. погонных метров. Для пропуска расходов воды в строительный период было сооружено три яруса водосбросных тоннелей, при возведении плотины до высоты 100 м использовались тоннели I и II ярусов, в дальнейшем вплоть до пуска станции — тоннели II и III ярусов, после пуска станции тоннель III яруса стал частью водосброса с поверхностным водозабором. Для проживания строителей и эксплуатационников ГЭС на месте небольшого горного кишлака был построен город Нурек с населением более 20 тысяч человек.

## Эксплуатация
Нурекская ГЭС окупила затраты на своё строительство уже в 1979 году. В 1982—1988 годах станция носила имя Л. И. Брежнева. В 1983 году на Нурекской ГЭС произошла авария, схожая по своим причинам с аварией на Саяно-Шушенской ГЭС 2009 года, но с гораздо меньшими последствиями. В результате обрыва из-за усталостного разрушения 50 из 72 шпилек крышки турбины произошёл выброс воды из турбины и затопление помещений шарового затвора на 1,75 м. Благодаря оперативному прекращению доступа воды к турбине путём перекрытия шарового затвора более серьёзных последствий удалось избежать. В 1988 году была произведена модернизация гидроагрегатов (без их замены), что позволило увеличить мощность Нурекской ГЭС с 2700 МВт до 3000 МВт.
В 2009 году энергосистема Таджикистана (вследствие разногласий с Узбекистаном) вышла из объединённой энергосистемы Центральной Азии. В результате был нарушен проектный режим работы Нурекской ГЭС, предусматривающий максимальную выработку электроэнергии в летний период (что наиболее обосновано по условиям водности и задачам обеспечения поливного земледелия) с поставками излишков электроэнергии в Узбекистан и Казахстан. В результате в летний период образуется избыток выработки (при ее резком недостатке в зимний период), что при ограниченной емкости водохранилища приводит к необходимости холостых сбросов воды (до 700 м³/с) и значительной недовыработке электроэнергии (до 7 млрд кВт·ч в год). Ежегодные финансовые потери от этого составляют порядка $200 млн. Недоиспользуемая выработка Нурекской ГЭС в летний период рассматривается как один из источников энергии для экспортной линии электропередачи CASA-1000 в Афганистан и Пакистан.

## Модернизация
Начиная с 1990-х годов, состояние станции вследствие устаревания оборудования и других причин постепенно ухудшалось. Деградация гидроагрегатов (в частности, гидроагрегат № 8 был остановлен для ремонта в 2011 году и по состоянию на 2017 год так и не был введён в эксплуатацию) привела к уменьшению располагаемой мощности станции до 2320 МВт. Наблюдались просадки грунта в районе площадки ОРУ-500 кВ. Происходило интенсивное заиление водохранилища (годовое поступление наносов оценивается в 76 млн м³), эта проблема в целом решена после ввода в эксплуатацию в 2018 году расположенной выше по течению Рогунской ГЭС, водохранилище которой перехватывает наносы.
В связи с ухудшением состояния станции, разработан и реализуется проект её модернизации. В 2013 году было заменено оборудование открытого распределительного устройства (ОРУ) напряжением 220 кВ на современное КРУЭ-220 кВ. В 2016 году была проведена аналогичная замена ОРУ-500 кВ на КРУЭ-500 кВ.
В 2017 году начата реализация следующей фазы проекта модернизации, который планируется выполнить в два этапа. На первом этапе к 2024 году планируется заменить три гидроагрегата и автотрансформаторы, на втором этапе в 2024—2030 годах планируется заменить остальные шесть гидроагрегатов. Также должно быть заменено вспомогательное оборудование и проведены работы по реабилитации плотины. После завершения модернизации станции её мощность должна возрасти до 3375 МВт (9×375 МВт). Общая стоимость работ оценивается в $700 млн, проект реализуется за счёт кредитов и грантов Всемирного банка, Азиатского банка инфраструктурных инвестиций и Евразийского банка развития. Поставщиком новых гидроагрегатов выбрана фирма Andritz. Первый заменённый гидроагрегат был введён в эксплуатацию в 2022 году.